# Пиналес Фигерео, Томас
Тома́с Пина́лес Фигере́о (исп. Tomás Pinales Figuereo; 31 марта 1906, Сан-Кристобаль — 24 сентября 2020, Санто-Доминго) — доминиканский супердолгожитель, чей возраст подтверждён GRG. Является старейшим человеком Доминиканской Республики за всё время и восьмым по возрасту известным мужчиной после Дзироэмона Кимуры, Кристиана Мортенсена, Эмилиано Меркадо дель Торо, Хуана Висенте Переса Моры, Орасио Сели Мендосы, Уолтера Брюнинга и Юкити Тюгандзи. На момент своей смерти был старейшим живущим мужчиной в мире и последним живым мужчиной, родившимся между 1906 и 1908 годами.

## Биография
Томас Пиналес Фигерео родился 31 марта 1906 года в Бахос-де-Айна, провинция Сан-Кристобаль, Доминиканская Республика. У него было 8 братьев и сестёр.
Томас работал на сахарном заводе Rio Haina до начала 1950-х годов, где он чуть не потерял большой палец правой руки из-за несчастного случая. Он редко пил алкоголь, но курил в течение нескольких десятилетий, пока не бросил в 1992 году из-за болезни легких. Также недолюбливал танцы.
У Фигерео было 10 детей: Никанор, Аделаида, Паулино, Даниэль, Кармен, Рамона, Хоакин, Лидия, Миладис и Альтаграсита, которые все были живы на момент его 111-го дня рождения в 2017 году. На тот момент у него, по оценкам, было 33 внука, 59 правнуков и два праправнука. Жил со своей дочерью Рамоной.
Он был родственником Меланио Паредеса, бывшего министра образования, и Роландо Гуанте, спортивного обозревателя El Nacional.
Пиналес Фигерео умер в Санто-Доминго, Доминиканская Республика, 24 сентября 2020 года в возрасте 114 лет и 177 дней.

## Рекорды долголетия
- 22 мая 2017 года Томас стал старейшим известным жителем Доминиканской Республики после смерти 112-летнего Эфраина Нуньеса Нуньеса.
- 20 января 2019 года, после смерти 113-летнего Масадзо Нонака, стал старейшим мужчиной в мире.